# خالد البلوشي (لاعب كرة قدم مواليد 1999)
خالد محمد حسين البلوشي (مواليد 22 مارس 1999) لاعب كرة قدم إماراتي يجيد اللعب كلاعب وسط مع نادي العين في دوري الخليج العربي الإماراتي . 

## روابط خارجية
- خالد البلوشي على موقع Soccerway.com (الإنجليزية)
- خالد البلوشي على موقع كووورة
- خالد البلوشي على موقع GSA (الإنجليزية)

خالد البلوشي